# Adolphe Mourier
Pour les articles homonymes, voir Mourier.
Adolphe Mourier, né le 21 juin 1807 à Angoulême et mort le 22 août 1890 à Paris 1er, est un recteur d’académie français.

## Biographie
Fils d’un perruquier intelligent qui ambitionnait une éducation libérale pour ses fils, Mourier a pu suivre, en 1824, comme boursier communal, les cours du collège comme externe, En 1825, élève de rhétorique il a remporté le prix d’honneur. L’année suivante, il a obtenu le même prix en philosophie.
Ses classes terminées, il est devenu, à la rentrée de 1826, maitre d’études au collège communal. À ce moment même, l’École normale, fermée depuis quatre ans, rouvrait sous le nom d’École préparatoire qu’elle devait garder jusqu’à la fin de la Restauration. Ayant formé le projet de s’y présenter, il a trouvé le moyen de le réaliser et fait partie de la promotion de 1827. Là, il a eu pour maitres Jules Michelet, avec qui il a gardé des relations amicales. À la Sorbonne, assistant aux cours des professeurs de la Faculté des lettres de Paris, il a suivi l’enseignement de Villemain, Cousin et Guizot.
Licencié ès lettres en 1829, il est revenu à Angoulême, et rentré dans son vieux collège en qualité de régent de seconde, occupant pendant deux ans cette chaire. En 1831, la chaire de philosophie ayant été rétablie, il a échangé son titre de régent de seconde contre celui de régent de philosophie, et commencé à professer les nouvelles doctrines de la philosophie spiritualiste des Jouffroy et des Cousin, dont il avait suivi les leçons à Paris. Après la promulgation de la loi de 1833, il est de ceux qui ont plaidé le plus chaleureusement la cause de l’enseignement primaire.
Lorsqu’une ordonnance royale du 6 octobre 1840 a érigé le collège communal en collège royal, le titre d’agrégé lui est devenu nécessaire pour rester en poste. Arrivé premier au concours année suivante, ce succès eu un résultat contraire à celui qu’il cherchait, car le président du concours, Jouffroy, l’a envoyé enseigner la philosophie spiritualiste au collège royal de Besançon, où il n’est resté qu’un an. Il y a eu pour élèves Jean-Baptiste Hillairet, Paul Abadie, Albéric Second, Edmond Texier, Pierre Mathieu-Bodet, Victor Duruy.
Comme il était destiné à entrer dans le personnel administratif, il est revenu à Angoulême, à la rentrée de 1842, chargé d’une double fonction : à la fois professeur de philosophie et censeur des études. Le 25 aout 1843, il a été nommé proviseur du collège royal, en remplacement de Laurent qui était envoyé à Douai, et qui devait, quelque dix ans après, devenir le beau-père de Louis Pasteur.
En 1846, il a présidé à l’inauguration du nouvel collège royal d’Angoulême. Le 10 septembre suivant, il était nommé proviseur du collège royal de Bordeaux et on lui donnait la croix de chevalier de la Légion d’honneur.
En 1850, avec la loi Falloux instituant, entre autres, un recteur par département, il a été nommé, le 18 aout 1850, recteur de l’Académie de la Haute-Garonne, et le 11 septembre 1852, recteur de l’Académie de la Gironde. En 1854, lors du retour au système des grandes académies, pour se mettre en règle avec une loi nouvelle, il s’est fait faire recevoir docteur, avec deux thèses de philosophie : Critique de Spinosa par Leibnitz ; Preuve de l'existence de Dieu dans Platon.
Recteur de l’Académie de Rennes, le 27 février 1861, il a été nommé recteur de l’Académie de Bordeaux, et le 11 novembre de la même année, il fut appelé au poste de vice-recteur de l’Académie de Paris, où il est resté pendant 17 ans. Il y a été, pendant dix-huit ans, l’actif collaborateur d’Hippolyte Fortoul, Victor Duruy et Jules Simon. Il a coopéré avec beaucoup d’autorité à l’organisation de l’enseignement secondaire spécial, de l’enseignement secondaire des filles, et prépara les diverses modifications de l’enseignement supérieur, ainsi que les réformes de l’enseignement secondaire.
Par décret du 16 janvier 1879, il a été admis, à l’âge de 71 ans, à faire valoir ses droits à une pension de retraite, avec le titre de recteur honoraire . Se sentant encore plein de force et d’énergie, n’ayant pas eu le temps de terminer une histoire de Marguerite d’Angoulême, il entreprit d’écrire ses mémoires, qu’il a publié en 1889, sous le titre de Notes et Souvenirs d’un universitaire, un gros volume in-8° de plus de 500 pages qui n’est pas l’œuvre d’un écrivain, mais qui a une valeur documentaire.
Sans enfants, il a légué 24 000 francs à la ville et au lycée d’Angoulême et légué à la ville une bibliothèque considérable qui a dû être divisée en trois parts : cinq à six cents volumes répartis entre les écoles communales ; quatre à cinq cents ouvrages dans la bibliothèque des professeurs du lycée, et le reste, d’environ deux mille volumes, formant le fonds Mourier à la bibliothèque municipale.